# 人類生物学
人類生物学（じんるいせいぶつがく、英語：human biology）は、ヒトを対象とした生物学の一分野であり、医学、霊長類学や他の様々な分野と密接に関連している。
ヒトは、約37兆個の細胞からなる多細胞の真核生物である。ただし人体を構成する細胞の数については諸説あり、幅広い値が提唱されている。種としてみると、ヒトは霊長類に属し、高度に発達した脳によって霊長類の他の種と区別される。ヒトは多細胞の動物であるが、生物学的プロセスの多くは酵母などの真核単細胞生物や、さらには原核生物とさえ共通している。
ヒトと酵母の生物学的に最も大きな違いの一つは、酵母は単細胞生物であるということである。酵母は分裂し、新しい個体を作ることができる。ヒトも発生の初期は受精卵という一つの細胞であるが、細胞分裂し、胚になる。初期の胚は全能性幹細胞であり、のちに全能性を失って心臓、肝臓、筋肉などそれぞれに特有の細胞になる。全能性を失う過程で、ある遺伝子は発現が止まり、またある遺伝子は発現が高まるが、この過程は複雑に制御されている。結果的に、それぞれの細胞は特有の組織になり、それぞれの機能を果たすことになる。また全能性を失う過程で、細胞の大きさ、形、極性、代謝活性、シグナルへの応答など、物理的な性質も大きく変わる。

## 組織のレベル
成長後のヒトの体は多くの種類の細胞で作られている。筋肉細胞は筋肉組織の一部になるように、細胞は、共通の機能を持つ細胞の集まりである組織を形成する。同様に、関連する機能を持つ組織は集まって器官を形成し、関連する機能を持つ器官は集まって器官系を形成する。ヒトは、これらの器官系に依存して生存していると言える。
ヒトの器官系の主なものは、次のようなものである。
- 循環器系：心臓と血管によって血液を循環させる系
- 消化器系：口、胃、腸などで食物を消化する系
- 内分泌系：ホルモンを使って、体の内部で情報を伝達する系
- 排出器系：体の中から老廃物を除去する系
- 免疫系：病気の原因となるものから身を守る系
- 外皮系：皮膚、髪、爪などからなる系
- 筋肉系：体を動かす系
- 神経系：感覚器で情報を集め、神経で運び、脳に蓄積する系
- 生殖器系：生殖器官よりなる系
- 呼吸器系：肺など息をするための系
- 骨格系：骨によって体を支える系

受精細胞から完全な体に至る過程を研究する学問は発生生物学であり、人体の構造を研究する学問は人体解剖学、機能を研究する学問は人体生理学である。
また人体が抱える疾患について研究する学問は医学である。